# Charles T. Doxey
Charles Taylor Doxey, född 13 juli 1841 i Tippecanoe County i Indiana, död 30 april 1898 i Anderson i Indiana, var en amerikansk republikansk politiker. Han var ledamot av USA:s representanthus från 17 januari till 3 mars 1883.
Doxey tjänstgjorde i amerikanska inbördeskriget i nordstatsarmén och var efter kriget verksam bland annat inom tillverkningen av stäver för laggkärl. Kongressledamot Godlove Stein Orth avled 1882 i ämbetet och Doxey fyllnadsvaldes 1883 till representanthuset. Han efterträddes senare samma år som kongressledamot av Thomas B. Ward. Doxey avled 1898 och gravsattes på Maplewood Cemetery i Anderson i Indiana.